# Hjertestop (band)
Hjertestop er dannet i København, og tilhørte miljøet omkring Ungdomshuset. Bandet består af tidligere medlemmer af blandt andet Incontrollados, Død Ungdom, Young Wasteners, Sløseri Der Skader Os Alle og Leathervein med flere.
De har siden 2004 turneret stort set hele Europa på henholdsvis 6-7 mindre turneer, og 2 store. Lande der er blevet besøgt er bl.a Tyskland, Holland, Belgien, Tjekkiet, Østrig, Schweitz, Italien, Frankrig, Kroatien, Grækenland, Irland, Sverige, Finland, Spanien og USA.
Hjertestop har udgivet et kasettebånd, og en 7" på det københavnske pladeselskab Kick'n'Punch. Og en LP på Hjernespind Records og No Way Records i henholdsvis Europa og USA. 7"eren er siden blevet genoptrykt adskillige gange, senest af Fashionable Idiots Records (USA)
Hjertestop annoncerede at de i 2010 ville turnere bl.a. Danmark og USA, samt udgive en ny plade.

## Musikere
- Las Ballade (Vokal og bas) 2004-
- Jesper (Trommer) 2008-
- Nikolaj (Guitar) 2004-

Tidligere medlemmer:
- Yogi (Vokal) 2004-2005
- Hasse (Trommer) 2004-2008

## Diskografi
Studiealbum
- Hjertestop demo MC (Maximum OD/Kick'n'Punch, 2004)
- Åårh fuck! Det er Hjertestop! 7" (Kick'n'Punch, 2005/Fashionable Idiots, 2008)
- Vi ses i Helvede LP (Hjernespind, 2008/No Way Records, 2009)
- Musik for dekadente ører (Kick'n'Punch, 2010/Fashionable Idiots, 2010)

Opsamlingsalbum
- København 2005 MC (2005)